# Bells Beach
Bells Beach é uma localidade costeira do estado de Vitória, Austrália pertencente à área de governo local de Surf Coast Shire famosa por suas praias.
Distante 100 quilômetros de Melbourne, a Bells Beach é uma importante praia de surf, tendo sediado o Clássico de Surfe de Bells Beach desde  1961, evento que tornou-se competição profissional em 1973 e que hoje sedia uma das etapas do Circuito Mundial de Surfe. A sua cidade mais próxima é Torquay.